# FBC 카살레
풋볼 클럽 카살레(Football Club Casale A.S.D.)는 이탈리아 피에몬테주 카살레 몬페라토를 연고로 하는 축구 클럽이다. 이 팀은 1909년에 창단되었다.

## 역대 성적
세리에 A:
- 우승 (1회): 1913-14

세리에 B:
- 우승 (1회): 1929-30

세리에 C:
- 우승 (1회): 1937-38

코파 이탈리아 디레타니:
- 우승 (1회): 1998-99

## 역대 감독
| 감독          | 임기        |
| ------------- | ----------- |
| 조반니 발리엔 | 1961 ~ 1962 |